# 反スターリン主義
反スターリン主義（はんスターリンしゅぎ、反スターリニズム、英：Anti-Stalinism）とは、スターリン主義に反対する政治思想や運動である。
広義には共産主義の外部からも含めた、スターリン主義への批判・否定の総称である。しかし狭義には社会主義や共産主義の内部の思想の1つで、既存の社会主義国やコミンテルンを系譜とする各国の共産党を「スターリン主義」として批判・否定し、乗り越えようとする。多数の潮流や立場がある。

## 概要
社会主義や共産主義の内部の「反スターリン主義」は、歴史的・思想的には多数の立場・潮流がある。まずマルクス主義の革命主義やプロレタリア独裁を批判する改良主義の社会民主主義や修正主義、マルクス主義の権威主義を批判するバクーニンなどのアナキズムがある。次にマルクス主義の立場からレーニン主義の一党独裁や民族自決を批判するローザ・ルクセンブルクや、ソ連型社会主義を「国家資本主義」と否定する左翼共産主義などがある（反レーニン主義）。そしてレーニン主義の立場からスターリンの一国社会主義論を批判してソ連を「堕落した労働者国家」と批判するトロツキズム、更には1956年以降のスターリン批判などがある。
日本の新左翼では黒田寛一が「反スターリン主義」から更に「反帝国主義・反スターリン主義（反帝・反スタ）」を掲げ、現在でも革マル派や中核派などの基本理論となっている。

## アナキズムの極左的反共主義
スターリン主義の粛清や圧制を徹底的に批判したのはアナキズム(無政府主義)であろう。ただしアナキズムは、単にスターリン主義だけを独裁や圧政の張本人としたのではなく、トロツキズムも同類であり、ボリシェヴィズムそのものを独裁と圧制の元凶として激しく批判し、更にはマルクスとエンゲルスが『共産党宣言』でいうところのプロレタリア独裁を、バクーニンが先駆的に批判(『国家と無政府』)したように、後にスターリン主義として展開される独裁と圧制のルーツとして、それを激しく批判する。アナキズムは、しばしば、極左的な反共主義ともいわれ、アナキズムの反スターリン主義は革命的反共主義とも呼ばれる。

## ローザ・ルクセンブルクのレーニン主義批判
ローザ・ルクセンブルクは、ボリシェヴィズムの独裁を批判したが、その後継者である左翼共産主義は反レーニン主義の立場からスターリン主義を批判している。

## トロツキズムのスターリン主義批判
トロツキズム（トロツキー主義）の場合は、スターリン主義のソ連は「官僚的に歪められ、堕落した労働者国家」であり、官僚を打倒して堕落を是正する労働者による政治革命が必要とされたが、堕落していてもまだ、「ブルジョアジーによる生産手段の所有を廃した労働者国家である」という視点から、帝国主義からの破壊策動に対しては無条件擁護を唱えた。同様に、非政権共産党についても、反スターリン主義的な「国家権力と同等な打倒の対象」とはみなさず、「誤った綱領・路線で指導されているとしても、労働者階級内部の革命をめざす一潮流」と認知し、批判しつつも必要な共闘は追求するという立場を取る。
日本でも、第四インターナショナル統一書記局派の日本革命的共産主義者同盟（第四インターナショナル日本支部）及びそこから派生した諸党派は、歴史的に独自候補を擁立できない場合は、「プロレタリア統一戦線戦術の一環」として「社共へ投票せよ」と呼びかけてきた。これは他の新左翼党派が「反議会主義」を掲げ棄権を呼びかけたり、中核派・革マル派ら反スターリン主義派が社会民主党や立憲民主党（以前は日本社会党）などへの投票を呼びかけることはあっても、共産党候補への投票を呼びかけることはあり得なかったこととは著しく異なる行動である。このような立場は国際組織第四インターナショナル統一書記局の共通の立場であるようだ。
ソ連とは一時期「中ソ対立」として敵対した中国の毛沢東主義もまたスターリン主義の一つであり、スターリン主義のアジア的専制形態とされる。中ソ対立でソ連のスターリン主義と対立したことから、一部の反スタ派の中には毛沢東主義を支持する動きもあったが(南米を基盤とするポサダス派第四インターなど)、反スターリン主義全体からすればエピソードの域を越えることはなかった。

## 黒田寛一の「反スターリン主義」
革マル派最高指導者黒田寛一が提唱した「反帝国主義・反スターリン主義」は、「真のマルクス・レーニン主義」の立場から、スターリンによる「マルクス主義の歪曲」や「世界革命への裏切り」、日本共産党による1955年の武装闘争路線の放棄である「六全協」などを批判し、更に「トロツキズムの乗り越え」として「スターリン主義と帝国主義は同時に打倒されなければならない」とする（のりこえの論理）。